# (20963) Pisarenko
(20963) Pisarenko est un astéroïde de la ceinture principale.

## Description
(20963) Pisarenko est un astéroïde de la ceinture principale. Il fut découvert le 19 août 1977 à Naoutchnyï par Nikolaï Tchernykh. Il présente une orbite caractérisée par un demi-grand axe de 2,62 UA, une excentricité de 0,18 et une inclinaison de 12,9° par rapport à l'écliptique.

## Compléments